# La Concordia (Nicaragua)
La Concordia o simplemente San Rafael de la Concordia es un municipio del departamento de Jinotega en la República de Nicaragua. Fundado el 22 de abril de 1851. 
El pueblo de La Concordia es la cabecera municipal.

## Geografía
La Concordia se encuentra ubicado a una distancia de 30.8 kilómetros de la ciudad de Jinotega por la carretera NIC-49 y NIC-3, y a 172 kilómetros de la capital de Managua.
- Altitud: 899 m s. n. m.
- Superficie: 151.0 km²
- Latitud: 13° 10′ 60″ N
- Longitud: 86° 10′ 0″ O.

### Límites
Limita al norte con el municipio de San Sebastián de Yalí, al sur y oeste con el municipio de Estelí y al este con el municipio de San Rafael del Norte.

### Relieve
La Concordia tiene algunas regiones planas y montañosas en la parte oriental y noroccidental. Las principales montañas que se destacan son: 
- Santa Rosa, ubicada al sur de la Concordia.
- Las Chichiguas, al occidente.
- Las alturas del volcán Yalí y las Mesas, al oriente, y las montañas del Salto.[2]

## Historia
Siendo Justo Abaunza y Muñoz de Avilés, Senador Director del Estado de Nicaragua, por la Ley N.º 15, dada a conocer mediante Decreto Ejecutivo del 22 de abril de 1851, se separaron los pueblos de San Rafael del Norte y San Rafael de la Concordia, en el departamento de Jinotega.

### El decreto
El Senador Director del Estado de Nicaragua, teniendo en cuenta la exposición documentada con fecha 3 del mes corriente y por el órgano de la Prefectura del departamento septentrional de Matagalpa han dirigido al Gobierno varios vecinos del Pueblo de San Rafael del Norte manifestando hallarse aquella población desprovista de autoridades locales, no obstante que por constar de más de 300 de familias debe estar regida por las que la Ley ha señalado:
Y observando que esta falta tiene su origen en la erección del nuevo pueblo conocido el nombre de San Rafael de la Concordia, en el lugar que llaman Chagüite Largo, abandonado el antiguo en que estaban establecidos, que tal providencia ha producido malos resultados en la práctica por la constante oposición de los antiguos moradores del viejo pueblo de San Rafael que no quieren renunciar a su dominio natal, y por el empeño de los nuevos pobladores que pretenden trasplantarlos al de Chagüite Largo, de cuya oposición se han seguido inconvenientes de la mayor gravedad por la frecuente disensiones, quejas y reclamos que ha dado lugar ésta medida contra los fines que el Gobierno se propuso al emitirla, que es preciso poner término a tan fatales consecuencias, restableciendo la armonía en dichos habitantes y conciliando sus diferencias por medios razonables y equitativos, lo cual solo puede conseguirse conservando ambas poblaciones en sus respectivas localidades, sin violentar a los moradores de la una a fijar su residencia en la otra. Y que bajo este supuesto los del mencionado pueblo de San Rafael del Norte no deben carecer por más tiempo de sus autoridades constitucionales. Así como no puede privarse a los de la Concordia a tener las suyas; movidos de tales consideraciones y en uso de sus facultades ha tenido a bien decretar: 
Art. 1. Los pueblos de San Rafael del Norte y San Rafael de la Concordia, en el Departamento de Jinotega serán independientes el uno del otro, y ambos tendrán autoridades constituidas con arreglo a la Ley.
Art. 2. Los vecinos de las expresadas poblaciones son libres para elegir el domicilio que más les convenga sin que pueda ser violentadas a establecerse.
Art. 3. Los útiles pertenecientes a la iglesia de San Rafael del Norte, el archivo público y los instrumentos destinados a la seguridad y prisión de los delincuentes se restituirán al pueblo referido, debiendo proveerse por sí mismo los vecinos de la Concordia de cuanto hubiesen menester para ocurrir a las necesidades de la nueva población.
Art. 4. El prefecto del departamento de Jinotega presidirá por ahora la elección de Alcalde Constitucional; Juez de Agricultura y suplente respectivo, con arreglo a la ley de 4 de mayo de 1849. Cuya elección se practicará en San Rafael del Norte. El Domingo inmediato siguiente a la publicación del presente decreto en las cabeceras del departamento debiendo sin demora dar posición al nombrado.
Art. 5. Los límites jurisdiccionales y los ejidos que deba tener uno y otro pueblo, serán designados por el mismo proyecto departamental con proporción en cuanto a los últimos, al mayor o menor vecindario de cada uno de cuyas operaciones dará cuenta en su oportunidad al Gobierno para su aprobación.
Art. 6. El presente decreto será comunicado al Excelentísimo e ilustrísimo Señor Obispo de esta Diócesis, para que lo tenga a bien con respecto al régimen espiritual de una y otra población.
Art. 7. Queda derogada toda disposición que se oponga a la presente. – Copia Fiel. La Concordia, 5 de abril de 1965. Siendo Alcalde del Municipio el Sr. Ireneo Rodríguez M.

## Demografía
La Concordia tiene una población actual de 7,426 habitantes. De la población total, el 50.7% son hombres y el 49.3% son mujeres. Casi el 20.9% de la población vive en la zona urbana.

## Naturaleza y clima
Según la clasificación climática de Köppen, el municipio tiene un clima tropical de sabana.
Caracterizándose por ser cálido en la mayor parte del territorio, a excepción de la porción montañosa. La zona tenía grandes bosques, pero han ido desapareciendo producto de la expansión de la agricultura y el establecimiento de pastizales para la ganadería extensiva.
El crepúsculo civil matutino o amanecer se presenta más temprano a las 4:53 a. m. del 29 de mayo al 9 de junio y del 21 al 31 de enero se presenta más tarde a las 5:49 a. m. El crepúsculo civil vespertino o anochecer se presenta más temprano del 13 al 24 de noviembre a las 5:28 p. m. y del 2 al 15 de julio se presenta más tarde a las 6:29 p. m.

## Economía
La principal actividad agropecuaria está en la agricultura (café, frijol, maíz, papa, plátano, cebolla, tomate, repollo y tabaco) y en la ganadería (bovina, porcina y caprina) para su comercialización.
Hace muchos años existió explotación de maderas preciosa en abundancia tales como: cedro, caoba, pochote, sauce, laurel, etc. Actualmente, tras la deforestación, existen maderas de pino y otras variedades de menor uso e importancia.

## Relato de Thomas Belt
En 1873 el naturalista inglés Thomas Belt, en camino a Nueva Segovia, visitó Jinotega y sus municipios que eran San Rafael del Norte y La Concordia. A su regreso Belt visitó de nuevo La Concordia y en su relato expresó lo siguiente: 
"Comenzamos a bajar la pendiente de las serranías elevadas que limitan la provincia de Matagalpa y cruzamos muchos valles y quebradas: estas últimas corren cortando a través de cascajos arcillosos, con poca exposición de roca madre. Al mediodía llegamos al pueblo de La Concordia, cuyas casas son muy grandes y mejor construidas que las de los pueblecitos de las Segovias. La iglesia, sin embargo, era un edificio feo, con aspecto de establo y muy descuidado. Las rocas eran traquitas y el suelo parecía fértil pero poco cultivado."
Muchos de los hombres usaban largas espadas en lugar de machetes; también hay una escuela de esgrima en La Concordia y los habitantes del municipio son celebres espadachines. Continuamente se producen retos.  Al más diestro le llaman “campeón” y esta siempre dispuesto a medir su acero con cualquiera que lo desafíe”.

## Personas destacadas
El 4 de octubre de 1879 nació en La Concordia, el Doctor y General Benjamín Zeledón; el primer héroe nacional nicaragüense antiintervencionista, asesinado el 4 de octubre de 1912, en defensa del decoro y la soberanía nacional. 
"Nací libre, viví libre y quiero morir libre."

## Hermanamiento
Tiene una ciudad española con:
| - Canfranc |